# Маріка

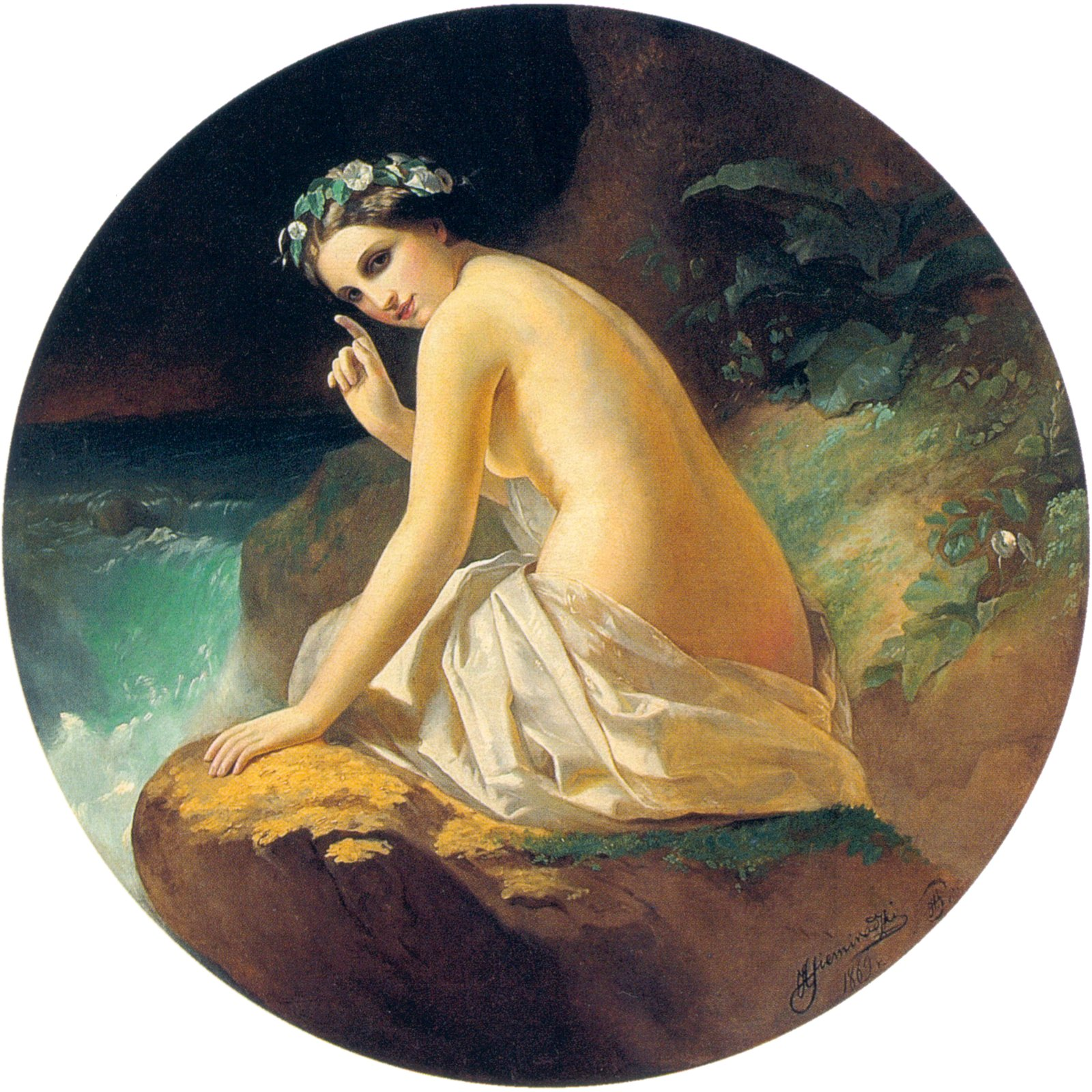
Маріка. Картина. Генріх Семирадський, Львівська національна галерея мистецтв, Україна

Маріка (лат. Marica) — персонаж римської міфології, німфа води й боліт, була коханкою тварин і покровителькою немовлят і родючості. Від Фавна народила сина Латина. Згадується Вергілієм в Енеїді.
Її ім'я, ймовірно, походить від середземноморської основи *mara, що означає "болото". Маріці був присвячений священний гай поблизу Мінтурно. Озеро поруч було також названо на її честь. Різні римські автори стверджують, що вона була формою Діани або Венери.